# Joueur français de l'année 2011
Navigation
Édition précédente Édition suivante
Le joueur français de l'année 2011 est un trophée récompensant le meilleur footballeur français au cours de l'année civile 2011. Il s'agit de la 54e remise du trophée du meilleur joueur français depuis 1958.

## Palmarès
|   | Nom                                    | Points |
| - | -------------------------------------- | ------ |
| 1 | Karim Benzema (Real Madrid)            | 155    |
| 2 | Éric Abidal (FC Barcelone)             | 110    |
| 3 | Hugo Lloris (Olympique lyonnais)       | 69     |
| 4 | Samir Nasri (Arsenal, Manchester City) | 40     |
| 5 | Yann M'Vila (Stade rennais)            | 28     |